# Dansk-Svensk Kulturfond
Dansk-Svensk Kulturfond er en fond, der har til formål at styrke kendskabet til svensk kunst og kultur i Danmark. Fonden arbejder for at sikre den kulturelle udveksling mellem Sverige og Danmark. Dansk-Svensk Kulturfond blev stiftet år 1981 og arbejder tæt sammen med Sveriges ambassade i København.

## Kulturpris
Fonden uddeler hvert år Dansk-Svensk Kulturpris på 50.000 kroner ved et kulturelt arrangement i Danmark.
Prismodtageren er en aktuel svensk eller dansk kunstner eller kulturpersonlighed, der i kraft af sit originale og nybrydende virke har nuanceret forståelsen af forholdet mellem Sverige og Danmark.
Det er ikke muligt at ansøge om at få kulturprisen. Bestyrelsen uddeler den i henhold til vedtægterne.

## Kulturarrangementer
Fonden er vært for musik-, teater-, ballet-, film-, kunst- og litteraturarrangementer med et indbudt svensk-dansk publikum. 

## Bestyrelsen
Bestyrelsen består af repræsentanter for svensk og dansk kunst- og kulturliv, samt en repræsentant fra Sveriges ambassade i København.